# LithTech
LithTech (Lithtech) — серия игровых движков, разработанных и поддерживаемых американской компанией Touchdown Entertainment, которая является дочерним предприятием Monolith Productions. По состоянию на 2017 год было выпущено 11 различных игровых движков семейства Lithtech.
Различные версии движков Lithtech использовались в таких играх, как No One Lives Forever, Tron 2.0, F.E.A.R., F.E.A.R. 2, Condemned: Criminal Origins, Middle-earth: Shadow of Mordor и многих других. Движки применялись как в играх самой Monolith, так и были лицензированы другими компаниями.
Последняя версия движка претерпела ребрендинг и получила название Firebird Engine. Первой игрой, созданной на её основе, стала Middle-earth: Shadow of War (2017).

## Lithtech 1.0
Первоначально игровой движок Lithtech носил название DirectEngine и был разработан компанией Monolith Productions специально для того, чтобы быть включённым в состав пакета DirectX SDK, предназначенного для разработчиков, но по неизвестным причинам этого не произошло. После того, как движок был переименован в Lithtech для дальнейшего развития данной технологии, компанией Monolith Productions была выделена специальная команда, названная LithTech Inc. Позднее LithTech Inc. была переименована в Touchdown Entertainment.

### Игры
Ниже приведены игры, созданные на основе Lithtech 1.0.
- 1998 — Shogo: Mobile Armor Division (разработчик: Monolith Productions)
- 1998 — Blood II: The Chosen (разработчик: Monolith Productions)
- 1999 — Blood II: The Chosen The Nightmare Levels (разработчик: Monolith Productions)
- Отменена — Blood II: Revelations (разработчик: Tequila Software)

## Lithtech 2.0 — 2.4
Второе поколение движков, называющееся Lithtech 2, имеет несколько основных версий (Lithtech 2.0, Lithtech 2.2, Lithtech 2.3 и Lithtech 2.4) и несколько ответвлений — игровых движков, основанных на Lithtech 2x (см. ниже).
К известным играм, построенным на движке Lithtech второго поколения, можно отнести такие разработки как No One Lives Forever и KISS: Psycho Circus: The Nightmare Child 2000 года.

### Игры
Ниже приведены игры, созданные на основе Lithtech 2.х.
- 2000 — The Operative: No One Lives Forever (разработчик: Monolith Productions)
- 2000 — Sanity: Aiken's Artifact (разработчик: Monolith Production)
- 2000 — KISS Psycho Circus: The Nightmare Child (разработчик: Third Law Interactive)
- 2001 — Legends of Might and Magic (разработчик: New World Computing)
- 2001 — WWII: Normandy (разработчик: 3LV Games)
- 2001 — WWII: Iwo Jima (разработчик: 3LV Games)
- 2001 — MTH Railking Model Railroad Simulator (разработчик: Incagold)
- 2002 — Die Hard: Nakatomi Plaza (разработчик: Piranha Games)
- 2002 — Global Operations (разработчик: Barking Dog Studios)
- 2002 — Arthur's Quest: Battle for the Kingdom (разработчик: 3LV Games)

## RealArcade Lithtech
RealArcade Lithtech (или Lithtech ESD) представляет собой специальную версию игрового движка, основанную на Lithtech 2.2 с интеграцией сервиса RealArcade и введением таких особенностей, как потоковая подгрузка рекламных сообщений на виртуальные рекламные щиты.

### Игры
С применением RealArcade Lithtech было разработано две игры.
- 2001 — Tex Atomic's Big Bot Battles (разработчик: LithTech, Inc.)
- 2001 — Super Bubble Pop (разработчик: RuneCraft)

## Lithtech Talon
Следующая версия движка, Lithtech Talon (англ. «talon» — рус. «коготь»), была основана на Lithtech 2.4 и представляла собой его дальнейшее развитие, одновременно являясь «мостиком» между вторым и третьим поколениями движков.
В данной версии, на которой была создана игра Aliens versus Predator 2 (2001 год), была существенно улучшена графическая часть (рендерер), а также сетевой код, ответственный за многопользовательскую игру. Появилась поддержка транспортных средств. Реализована поддержка лицевой анимации. В различных рецензиях на компьютерные игры, использующие этот движок, он сравнивался с движками Unreal Engine 1 и id Tech 3.

### Игры
Ниже приведён неполный список игр, в которых используется движок.
- 2001 — Aliens versus Predator 2 (разработчик: Monolith Productions)
- 2002 — Aliens versus Predator 2: Primal Hunt (разработчик: Third Law Interactive)
- 2002 — Purge (разработчик: Tri-Synerg])
- 2002 — Might and Magic IX: Writ of Fate (разработчик: New World Computing)
- 2002 — Western Outlaw: Wanted Dead or Alive (разработчик: Jarhead Games)
- 2003 — Nina Agent Chronicles (разработчик: Detalion)
- 2003 — MARCH!: Offworld Recon (разработчик: HBM Development Group)
- 2003 — CTU Marine Sharpshooter (разработчик: Jarhead Games)
- 2003 — Marine Sharpshooter II (разработчик: Jarhead Games)

## Lithtech 3.0
Разработка Lithtech 3.0 (в некоторых источниках: LithTech Development System 3.0) была начата вместе с разработкой Lithtech Talon. Примечательно, что Lithtech 3.0 не был использован ни в одной игре, так как движок, разосланный лицензиатам, имел множество багов. В конечном итоге, игры для которых был приобретён Lithtech 3.0 были перенесены на более поздние версии Lithtech.
В числе заявленных в данной версии движка усовершенствований фигурировали: вновь усовершенствованный рендерер (была добавлена поддержка DirectX 8.0, поддержка пиксельных и вершинных шейдеров, поддержка отражений и карт рельефа, некоторых методов пост-обработки), усовершенствованный и оптимизированный физический движок, существенно улучшенный редактор уровней (который носит название DEdit).
Кроме того, одной из других особенностей движка являлась технология Distributed Object System (рус. «Распределенная система объектов»), которая теоретически позволяет реализовать ряд оптимизаций в сетевом коде движка (связанных с назначением особого приоритета различным событиям), что позволяет использовать его для создания игр в жанре MMORPG.
Из-за незаконченного статуса Lithtech 3.0 все заявленные возможности были реализованы в более поздних движках Lithtech.

## Lithtech Triton
Lithtech Triton является специальной версией движка, основанной на Lithtech 3.0 с рядом доработок и разработанной специально для компьютерной игры Tron 2.0 2003 года (позже, изначально разработанная для ПК, была перенесена на Xbox).
При разработке особое внимание уделялось физической модели транспортных средств, кроме того было добавлено множество спецэффектов и прочих улучшений в графическую часть. Была реализована система внутриигрового инвентаря с поддержкой drag-and-drop.

### Игры
- 2003 — Tron 2.0 (разработчик: Monolith Productions)
- 2004 — Tron 2.0 Killer App (разработчик: Climax Group при поддержке Monolith Productions)[8]

## Lithtech Jupiter
В Lithtech Jupiter (англ. Jupiter — рус. Юпитер) в очередной раз была доработана графическая часть: улучшена работа с шейдерными эффектами, реализованы некоторые пост-эффекты, такие как glow, значительно улучшена лицевая анимация персонажей, поддерживаются динамические тени и затенение.
Самой известной игрой, созданной с применением этого движка является No One Lives Forever 2: A Spy in H.A.R.M.’s Way.
Движок активно лицензировался сторонними фирмами и был доступен к продаже даже одновременно с более поздним движком Lithtech Jupiter Extended (см. ниже).

### Игры
Ниже приведён неполный список игр, в которых используется движок.
- 2002 — No One Lives Forever 2: A Spy in H.A.R.M.’s Way (разработчик: Monolith Productions)
- 2002 — Rubies of Eventide (разработчик: Cyber Warrior)
- 2002 — Sniper: Path of Vengeance (разработчик: Xicat Interactive)
- 2003 — Contract J.A.C.K. (разработчик: Monolith Productions)
- 2003 — Gods and Generals (разработчик: Anivisions)
- 2003 — Mysterious Journey II: Chameleon (разработчик: Detalion)
- 2004 — Medal of Honor: Pacific Assault (разработчик: EA Los Angeles)
- 2004 — Mob Enforcer (разработчик: Touchdown Entertainment]
- 2004 — Sentinel: Descendants in Time (разработчик: Detalion)
- 2004 — World War II Sniper: Call to Victory (разработчик: Jarhead Games)
- 2004 — Sudden Attack (разработчик: GameHi)
- 2005 — Army Rangers: Mogadishu (разработчик: Jarhead Games)
- 2006 — Face of Mankind (разработчик: Duplex Systems)
- 2007 — CrossFire (разработчик: Smilegate Entertainment)
- 2006 — Terrawars: New York Invasion (разработчик: Ladyluck Digital Media)
- 2008 — Привидения из Букленда. Книжное приключение (разработчик: PipeStudio)

## Lithtech Cobalt
Специальная версия движка, задействованная только в игре No One Lives Forever 2: A Spy In H.A.R.M.'s Way для PlayStation 2 (2002 год).
Была произведена оптимизация функций движка для оптимальной работы с игровой приставкой PlayStation 2.

## Lithtech Discovery
Lithtech Discovery (англ. «discovery» — рус. «открытие») — игровой движок, который был использован лишь в одной игре — The Matrix Online, MMORPG разработки Monolith Productions.
Используется технология Distributed Object System, о которой было заявлено с анонсом Lithtech 3.0. Рендерер поддерживает отображение динамических теней, вода обрабатывается при помощи шейдеров, активно используются возможности системы частиц.
Данная версия не лицензировалась сторонним фирмам и была разработана только для игры The Matrix Online (2005 года).

## Lithtech Jupiter Extended
Предпоследней представленной версией игрового движка является Jupiter Extended (сокращённо — Jupiter EX). С использованием этого движка была разработана игра F.E.A.R. 2005 года, которая на момент выхода отмечалась как использующая наиболее продвинутую систему искусственного интеллекта.
В данной версии рендеринг (вывод) изображения осуществляется посредством DirectX 9 (позднее добавлены более новые API). Поддерживаются текстуры высокого разрешения, различные методы рельефного текстурирования, пиксельные шейдеры версии 3.0. Было добавлено множество эффектов пост-обработки, в числе которых blur, motion blur, глубина резкости и др. В качестве физического движка используется сторонняя технология Havok.
Из-за специфической работы с некоторыми функциями движок — в момент своего выхода — являлся достаточно требовательным к ресурсам компьютера пользователя. В основном это касалось работы с мягкими динамическими тенями: чтобы отрисовать мягкую тень, движок смешивает сразу несколько одинаковых теней с резкими краями, накладывая на каждую из них эффект размытия. Для компьютерной игры F.E.A.R. был выпущен в свободный доступ набор (SDK) F.E.A.R. Public Tools, включающий в себя редактор уровней, который позволяет игрокам создавать локации для игры.
По состоянию на 2015 год, официальный сайт движка с информацией о лицензировании недоступен; тем не менее разработчик Monolith Productions продолжает активно применять технологию, постоянно дорабатывая её; так, на последнем варианте Jupiter EX, сильно модифицированном, построена игра с открытым миром Middle-earth: Shadow of Mordor.
В вариации движка, задействованной в Middle-earth: Shadow of Mordor, игровой движок, в частности, его графический компонент, подвергся значительным переработкам: на ПК основным API является DirectX 11, добавлена тесселяция, переработан рендеринг теней, воды, система освещения и т. п.

### Игры
Ниже приведён неполный список игр, в которых используется движок.
- Отменена — шутер от первого лица компании 1С-Avalon (2008)[17]
- 2005 — F.E.A.R. (разработчик: Monolith Productions)
- 2005 — Condemned: Criminal Origins (разработчик: Monolith Productions)
- 2006 — F.E.A.R. Extraction Point (разработчик: TimeGate Studios)
- 2007 — F.E.A.R. Perseus Mandate (разработчик: TimeGate Studios)
- 2007 — F.E.A.R. Files (разработчик: TimeGate Studios и Day 1 Studios)
- 2007 — Wolfteam (разработчик: Softnyx)
- 2008 — Condemned 2 (разработчик: Monolith Productions)
- 2008 — Combat Arms (разработчик: Nexon)
- 2008 — Terrorist Takedown 2 (разработчик: City Interactive)
- 2008 — Mortyr: Operation Thunderstorm (разработчик: City Interactive)
- 2008 — Code of Honor 2 (разработчик: City Interactive)
- 2008 — SAS: Secure Tomorrow (разработчик: City Interactive)
- 2008 — Battlestrike: Force of Resistance (разработчик: City Interactive)
- 2009 — F.E.A.R. 2: Project Origin (разработчик: Monolith Productions)
- 2009 — F.E.A.R. 2: Reborn (разработчик: Monolith Productions)
- 2009 — Armed Forces Corp (разработчик: City Interactive)
- 2009 — Battlestrike: Shadow of Stalingrad (разработчик: City Interactive)
- 2009 — Battlestrike: Force of Resistance 2 (разработчик: City Interactive)
- 2009 — Code of Honor 3: Desperate Measures (разработчик: City Interactive)
- 2009 — Wolfschanze II (разработчик: City Interactive)
- 2009 — Special Forces (разработчик: City Interactive)
- 2010 — Terrorist Takedown 3 (разработчик: City Interactive)
- 2012 — Gotham City Impostors (разработчик: Monolith Productions)
- 2014 — Middle-earth: Shadow of Mordor (разработчик: Monolith Productions)

## Firebird Engine
Для компьютерной игры Middle-earth: Shadow of War 2017 года, которая стала продолжением Middle-earth: Shadow of Mordor (2014), разработчики значительно переработали игровой движок и провели ребрендинг технологии, дав ей новое название — Firebird Engine.
Графическая подсистема переработана для соответствия последним стандартам; для вывода изображения появилась поддержка разрешения 8K, различных видов сглаживания (FXAA, TAA), тесселяция, динамическое разрешение.

### Игры
- 2017 — Middle-earth: Shadow of War (разработчик: Monolith Productions)